# Mikołajów (województwo dolnośląskie)
Mikołajów – wieś w Polsce położona w województwie dolnośląskim, w powiecie ząbkowickim, w gminie Stoszowice.

## Położenie
Mikołajów to niewielka wieś leżąca na garbie łączącym Masyw Brzeźnicy z Grzbietem Zachodnim, na wysokości około 375–430 m n.p.m.

## Podział administracyjny
W latach 1975–1998 miejscowość administracyjnie należała do województwa wałbrzyskiego.

## Historia
Mikołajów powstał w drugiej połowie XIII wieku w czasie kolonizacji Przesieki Śląskiej, pasa granicznego pomiędzy Czechami a Śląskiem. W XVIII wieku możliwości rozwoju wsi były ograniczone z powodu powstania w sąsiedztwie fortów Twierdzy Srebrnogórskiej. W 1840 roku w Mikołajowie było 30 budynków, w tym: folwark, szkoła, młyn wodny i kilka warsztatów tkackich. W roku 1853 wzniesiono we wsi kaplicę mszalną.

Po 1945 roku Mikołajów pozostał małą wsią rolniczą. W 1978 roku było tu 16 gospodarstw rolnych, w 1988 roku ich liczba spadła do 10.

## Demografia
Według Narodowego Spisu Powszechnego (III 2011 r.) liczył 48 mieszkańców. Jest najmniejszą miejscowością gminy Stoszowice.

## Zabytki
Do wojewódzkiego rejestru zabytków wpisane są:
- fort nr 10, ziemny, z 1813 r.
- gospoda, obecnie dom mieszkalny nr 5, z pierwszej połowy XVIII w.

## Szlaki turystyczne
- Zielony:  Przełęcz Srebrna – Mikołajów – Brzeźnica – Grochowiec – Tarnów – Ząbkowice Śląskie – Zwrócona – Brodziszów – Skrzyżowanie pod Grzybowcem – Tatarski Okop – Gilów – Zamkowa Góra – Słupice – Przełęcz Słupicka – Przełęcz Tąpadła – Biała – Strzelce[1].